# Hoplitis illyrica
Hoplitis illyrica là một loài Hymenoptera trong họ Megachilidae. Loài này được Noskiewicz mô tả khoa học năm 1926.